# Перелік символів Києва
Перелік назв та зображень об'єктів, що належать до символіки м. Києва. З проекту рішення Київської міської ради, що поданий у 2009-му році для громадського обговорення.

## Назви
1. Андріївський узвіз
2. Антонієві печери
3. Аптекарський сад
4. Арсенал, Арсенальна (завод, вулиця, площа, станція)
5. Архієрейський гай
6. Аскольдова могила
7. Бабин (Торжок, Яр)
8. Байкова гора
9. Батиєва гора, ворота
10. Березняки
11. Берестове
12. Берковець
13. Бессарабка
14. Биківня
15. Біличі
16. Бобровня озеро
17. Боричів Тік, узвіз
18. Борщагівка (Південна, Петропавлівська, Микільська, Софіївська)
19. Буслівка
20. Бусове Поле
21. Васильківська брама
22. Верхній Вал
23. Вигурівщина
24. Видубичі
25. Виноградар
26. Вирлиця
27. Відрадний
28. Вітряні гори
29. Володимира (місто)
30. Володимирські (вулиця, площа, гірка, ринок, узвіз тощо)
31. Воскресенка
32. Воскресенська Слобідка
33. Галагани
34. Галерний острів
35. Гідропарк
36. Глибочиця
37. Голосієве (місцевість, пустинь)
38. Гончарі
39. Гостинний двір
40. Дарниця
41. Деміївка
42. Десенка, Десьонка
43. Дитинка
44. Дігтярі
45. Довбичка
46. Дорогожичі
47. Житній торг
48. Житньоторзька (вулиця, площа)
49. Жуків острів
50. Жуляни
51. Замкова гора
52. Звіринець (місцевість, печери)
53. Золоті ворота (брама)
54. Ізяслава (місто, двір)
55. Йорданська башта (застава)
56. Кадетський гай
57. Караваєві дачі
58. Кий
59. Київ
60. Київська (Русь, фортеця, замок, гори)
61. Киселівка
62. Китаїв (пустинь)
63. Киянівський ручай
64. Клов
65. Кожум'яки
66. Контрактова (площа, ярмарок)
67. Конча-Заспа
68. Копирів кінець
69. Кудрявець (гора, ручай, слобода, урочище)
70. Купецький сад
71. Куренівка
72. Кучмин Яр
73. Лавра (Києво-Печерська)
74. Либідь
75. Липки
76. Лук'янівка
77. Львівська брама
78. Лядська брама
79. Матвіївська затока
80. Межигір'я, Межигірська (вулиця)
81. Микільська слобідка
82. Московська брама
83. Неводницька, Наводницька (балка, брама, вулиця)
84. Нивки
85. Нижній Вал
86. Новобіличі
87. Оболонь
88. Олегова могила
89. Олександрівська Слобідка
90. Ольжин острів
91. Осокорки
92. Паньківщина
93. Передмостна Слобідка
94. Петрівка
95. Печерськ, Печерська брама
96. Пирогів
97. Пирогоща
98. Поділ
99. Позняки
100. Пост-Волинський
101. Почайна, Почайнинська (річка, вулиця)
102. Предславине
103. Пріорка
104. Протасів Яр
105. Пуща-Водиця
106. Рибальський острів
107. Різницьке урочище
108. Русанівка, Русанівські сади
109. Святошин
110. Сирець
111. Совки
112. Солом'янка
113. Софія Київська
114. Стара Поляна
115. Старокиївська (вулиця, гора, місцевість, узвіз)
116. Татарка
117. Теличка
118. Тельбін озеро
119. Теремки
120. Троєщина
121. Труханів острів
122. Угорське урочище (печери)
123. Феофанія
124. Флорівська, Фролівська (вулиця)
125. Хорив, Хорива (вулиця)
126. Хоревиця (гора, місцевість)
127. Хрещатик, (вулиця)
128. Хрещатий Яр (долина, потік, місцевість)
129. Царський сад
130. Червоний хутір
131. Черепанова гора
132. Чоколівка
133. Чорторий
134. Щек
135. Щекавиця (Скавика)
136. Шулявка
137. Юрковиця
138. Ямська (вулиця, місцевість)
139. Ярослава Ярослава (місто)
140. Ярославів Вал (вулиця)

## Зображення

### Геральдика територіальної громади
1. Герб міста Києва
2. Герби районів міста Києва
3. Прапор міста Києва

### Вулиці
1. Андріївський узвіз
2. Набережна Дніпра
3. Сагайдачного Петра
4. Хрещатик
5. бульвар Шевченка

### Площі
1. Арсенальна
2. Бессарабська
3. Європейська
4. Контрактова
5. Незалежності майдан
6. Франка Івана

### Альтанки, фонтани
1. Альтанка на Андріївському узвозі
2. Альтанка на Володимирській гірці
3. Фонтани на майдані Незалежності
4. Фонтан «Самсон» на Контрактовій площі
5. Фонтан на площі І. Франка
6. Фонтан в Золотоворітському сквері
7. Фонтан в Маріїнському парку
8. Фонтан на Володимирському проїзді
9. Фонтан «Лев» на Володимирському проїзді
10. Фонтан «Сонце» на Володимирському проїзді

### Архітектурні ансамблі і комплекси
1. Комплекс Національного заповідника «Софія Київська» вул. Володимирська, 24 (Софійський собор, зображення Богородиці Оранти, дзвіниця, будинок митрополита, церква трапезна, брама Заборовського)
2. Комплекс Михайлівського Золотоверхого монастиря — Михайлівська площа — вул. Трьохсвятительська (Михайлівський Золотоверхий собор, зображення архістратига Михаїла на фронтоні, дзвіниця, трапезна з церквою Іоанна Богослова)
3. Ансамбль Києво-Печерської лаври — вул. Січневого повстання, 21 (Успенський собор, Троїцька надбрамна церква, дзвіниця, митрополичий будинок, митрополича церква, келії соборних старців, ковнірівський корпус, друкарня, Всехсвятська церква над Економічною брамою, церква Хрестовоздвиженська на Ближніх печерах, церква Різдва Богородиці на Дальніх Печерах, дзвіниця на Дальніх печерах)
4. Комплекс Воскресенської церкви — вул. Січневого повстання, 27
5. Комплекс церкви Феодосія Печерського — вул. Січневого повстання, 32
6. Комплекс Братського монастиря (Києво-Могилянської академії) — вул. Григорія Сковороди, 2 (корпус академічний старий, сонячний годинник, трапезна з церквою Святого Духа)
7. Комплекс церкви Миколи Набережного — вул. Сковороди Г., 12 (церква Миколи Набережного, дзвіниця)
8. Комплекс Свято-Михайлівського Видубицького монастиря — вул. Видубицька, 40 (Георгіївський собор, дзвіниця, Михайлівська церква)
9. Комплекс Покровського монастиря — Бехтеревський провулок, 15 (брама («Святі ворота»), корпус з Покровською церквою, Миколаївський собор)
10. Комплекс Покровської церкви — вул. Покровська, 7 (Покровська церква, дзвіниця)
11. Комплекс ВДНГ — вул.. Глушкова, 1 (головний вхід, головний павільйон, головний фонтан)
12. Комплекс Іллінської церкви — вул. Почайнинська, 2 (брама та мури, дзвіниця з корпусом малої бурси, церква Іллінська)
13. Комплекс Флорівського Вознесенського монастиря — вул. Притисько- Микільська, 5 (церква Вознесенська, церква Воскресенська, дзвіниця, церква трапезна)
14. Комплекс садиби (Балабухи) — вул. Сагайдачного, 27, 27-а (будинок виробничий кондитерської фабрики Балабухи (тепер ресторан), будинок Балабухи житловий (тепер казино)
15. Комплекс Музею народної архітектури та побуту України
16. Комплекс Київської фортеці — вул. Січневого повстання, 1, 30, 46, вул. Євгена Коновальця, 34, 38, 44, вул. Госпітальна, Музей «Київська фортеця» (арсенал старий, Московська брама верхня, пороховий льох в Олексіївському бастіоні, вежи № 1, № 2, № 3, Госпітальне укріплення, казарма на перешийку з Микільською брамою)

### Монументи, пам'ятники, пам'ятні знаки
1. Колона Магдебурзького права, Набережне шосе
2. Монумент Незалежності, Незалежності майдан
3. Монумент на честь возз'єднання України з Росією, Хрещатий парк
4. Монумент Перемоги, Перемоги площа
5. Пам'ятний знак на відзнаку заснування міста Києва, Наводницький парк
6. Пам'ятник князю Володимиру, Володимирська гірка
7. Пам'ятник Богдану Хмельницькому, Софійська пл.
8. Пам'ятник Т.Шевченку Шевченківський, парк
9. Пам'ятник М. Грушевському, Володимирська вул.
10. Пам'ятник Лесі Українці, Лесі Українки пл.
11. Пам'ятник Леніну, Тараса Шевченка бульв.
12. Пам'ятник Щорсу, Тараса Шевченка бульв.
13. Пам'ятник П. Сагайдачному, Контрактова пл.
14. Пам'ятник Г. Сковороді, Контрактова пл.
15. Пам'ятник М. Лисенку, Театральна пл.
16. Пам'ятник княгині Ользі, Михайлівська пл.
17. Пам'ятний знак князю Ярославу Мудрому, Ярославів Вал вул. (сквер біля Золотих воріт)
18. Пам'ятник І. Я. Франку, Івана Франка площ.
19. Пам'ятник О. Пушкіну, Пушкінський парк
20. Пам'ятник І. П. Котляревському, Мельнікова/Герцена вул. (сквер)
21. Пам'ятник морякам, Набережно-Хрещатицька вул.
22. Пам'ятник М. Яковченку, Івана Франка площ. (сквер)
23. Пам'ятник літературному персонажу Паніковському, Прорізна вул., 6
24. Пам'ятник Шолом-Алейхему, Рогнідинська вул.
25. Пам'ятник персонажам п'єси М.Старицького «За двома зайцями», Десятинна вул., 14
26. Пам'ятник футболістам київського «Динамо» — учасникам «матчу смерті», Грушевського вул.
27. Пам'ятний знак початку відліку відстаней, Незалежності майдан
28. Пам'ятний знак Архістратига Михаїла, Оболонський просп.
29. Монітор «Железняков», Електриків вул.
30. Меморіальний комплекс Парк вічної Слави з могилою невідомому солдату, Слави парк

### Зображення окремих будинків і споруд
1. Андріївська церква Андріївський узвіз, 23
2. Аптека-музей Притисько-Микільська вул. , 7
3. Будинок присутствених місць і пожежного депо Велика Житомирська вул , 1-5
4. Будинок Педагогічного музею (Київський міський будинок вчителя) Володимирська вул. , 57
5. Житловий будинок («будинок з химерами») Банкова вул., 10
6. Будинок Київського університету (червоний корпус) Володимирська вул. , 60
7. Селянський земельний банк (будинок Центрального телеграфу) Володимирська вул. , 10
8. Будинок-музей Т. Шевченко Вишгородська вул., 5
9. Будинок Купецького зібрання (Національна філармонія) Володимирський узвіз,2
10. Будинок Верховної Ради України Грушевського вул., 5
11. Будинок житловий Ярославів вал вул., 1
12. Бібліотека міська публічна (Парламентська бібліотека) Грушевського вул., 1
13. Музей старожитностей та мистецтв (Національний художній музей України) Грушевського вул., 6
14. Будинок Кабінету Міністрів України Грушевського вул., 12/2
15. Будинок інституту шляхетних дівчат (Міжнародний центр культури та мистецтв) Інститутська вул., 1
16. Будинок житловий («будинок Петра І») Костянтинівська вул., 6/8
17. Будинок контрактовий (Українська міжбанківська валютна біржа) Межигірська вул., 1/1
18. Будинок поштової станції Поштова пл, 2
19. Будівля Введенського монастиря Московська вул., 42
20. Будинок житловий Хрещатик вул., 25
21. Будинок Київської міськради Хрещатик вул., 36
22. Будинок житловий «Мазепи» (музей гетьманства) Спаська вул., 16-б
23. Вокзал залізничний Вокзальна пл.
24. Готель «Континенталь» (Національна музична академія України ім. П. І. Чайковського) Городецького вул., 1-3/1
25. Готель «Київ» Грушевського вул., 26/1
26. Готель «Салют» Січневого повстання вул., 11б
27. Головпоштамт Хрещатик вул., 22
28. Готель «Україна» Інститутська вул., 4
29. Двір гостиний Контрактова пл., 4
30. Дитячий музичний театр Межигірська вул., 2
31. Державний цирк Перемоги пл. , 2
32. Дзвіниця церкви Миколи Доброго Покровська вул., 6
33. Будинок житловий «Замок Ричарда» Андріївський узвіз вул., 15
34. Золоті ворота Володимирська вул., 40-а
35. Караїмська кенаса (будинок Ярославів вал вул., 7
36. Будинок житловий (Київський літературно-меморіальний музей М.Булгакова Андріївський узвіз вул., 13
37. Кловський палац (Верховний суд України) Пилипа Орлика вул., 8
38. Троїцький народний будинок (Київський державний театр оперети) Червоноармійська вул., 53
39. Костьол св. Миколая Червоноармійська вул., 75
40. Київський державний музей Т. Г. Шевченка Шевченка бульв., 12
41. Літературно-меморіальний будинок-музей Т.Шевченка Шевченка пров., 8 а
42. Лютеранська євангелістська кірха Лютеранська вул., 22
43. Маріїнський палац Грушевського вул., 5-а
44. Миколаївська церква на Аскольдовій могилі Паркова дорога
45. Національна опера України ім. Т. Г. Шевченка Володимирська вул., 50
46. Ринок Бессарабський Бессарабська пл., 2
47. Палац культури «Україна» Червоноармійська вул., 103
48. Театр Бергоньє (Національний академічний театр російської драми ім. Лесі Українки) Хмельницького Б. вул., 5/15
49. Національний музей історії України Володимирська вул., 2
50. Національний банк України Інститутська вул., 9
51. Театр «Соловйов» (Національний академічний український драматичний театр ім. І. Франка) Франка І. пл. , 3
52. Особняк Терещенка Ф.А (Київський музей російського мистецтва) Терещенківська, вул. 9
53. Особняк Ханенка В. Н. (музей мистецтв імені Богдана та Варвари Ханенків) Терещенківська вул., 15
54. Олександрійський костьол Костьольна вул., 10
55. Особняк («будинок невтішної вдови», адмінбудинок) Лютеранська вул., 23
56. Палац спорту Еспланадна вул., 1
57. Пантелеймонівський собор у Феофанії Лебедєва академіка вул., 25
58. Синагога хоральна Руставелі Ш. вул., 13
59. Собор Володимирський, зображення Богоматері з немовлям Шевченка бульв., 20
60. Троїцька церква Китаївської пустині Китаївська вул., 15
61. Телевежа Мельникова вул., 42
62. Український дім Європейська пл. , 2
63. Фунікулер Поштова пл.
64. Центральний будинок офіцерів Збройних сил України Грушевського вул., 30/1
65. Церква Спаса на Берестові Січневого повстання вул., 15
66. Церква Троїцька Іонівського монастиря Тимірязєвська вул., 1
67. Церква Кирилівська Фрунзе вул., 103
68. Церква Притисько-Микільська Хорива вул., 5
69. Центральний універмаг Хрещатик вул., 38/2

### Зображення станцій метрополітену
1. Станція «Арсенальна»
2. Станція «Вокзальна»
3. Станція «Хрещатик»
4. Станція «Університет»
5. Станція «Дніпро»
6. Станція «Золоті ворота»

### Зображення мостів
1. Міст Патона
2. Міст залізничний Дарницький
3. Міст залі5. Міст Московський
4. Міст над вул. Петровського
5. Міст Південний
6. Міст Пішохідний
7. Міст через Венеціанську протоку
8. Міст через гавань Дніпра